# Edith McKay
Edith McKay, nata Gladys Edith McKay, chiamata anche Edith Dithmack (Rockhampton, 20 febbraio 1891 – 30 gennaio 1963), è stata una scrittrice e infermiera australiana.

## Biografia
Edith McKay nacque a Rockhampton e lavorò come impiegata di un avvocato a Bundaberg prima di stabilirsi nel distretto di Boonah.
Durante la prima guerra mondiale si offrì volontaria come infermiera e fu inviata all'estero a Gallipoli e in Serbia con gli Scottish Women's Hospitals for Foreign Service.

## Carriera
La McKay è molto nota per il suo romanzo del 1947 The House of Winston Blaker, che ricevette recensioni per lo più positive a livello nazionale e fu successivamente adattato dall'Australian Broadcasting Corporation come seriale radiofonico
Era nota anche per i suoi racconti, scritti sotto il nome di Edith Dithmack. Più di 120 racconti di McKay furono trasmessi dalla ABC Radio negli anni '40.
ABC Radio adattò un'altra delle sue opere in un formato seriale nel 1952. Unborn Tomorrow, ispirato alla storia dei lavoratori di Kanaka nei campi di canna da zucchero del Queensland, fu trasmesso dal lunedì al venerdì alle 8:45.

## Racconti
- Half a Ton of Potatoes, E. Dithmack, 1959 racconto breve - Appare in: The Queensland Centenary Anthology 1959; (p. 143-149)
- The Idle Rich, Edith Dithmack, 1956 racconto breve - Appare in: Coast To Coast : Australian Stories 1955-1956 1956; (p. 180-185)
- Appreciation, Edith Dithmack, 1956 racconto breve - Appare in: Meanjin, Winter vol. 15 no. 2 1956; (p. 142-150)
- Shannon's Foolish Way, Edith Dithmack, 1954 breve rtacconto divertente - Appare in: The Bulletin, 22 dicembre vol. 75 no. 3906 1954; (p. 30)
- Open Road, Edith Dithmack, 1954 racconto breve - Appare in: Queensland Writing : The 1954 Anthology of the Queensland Authors and Artists Association (Fellowship of Australian Writers, Queensland Section) 1954; (p. 68-72)
- The Selling of Hungry Herbert, Edith Dithmack, 1952 racconto breve - Appare in: Meanjin, Autumn vol. 11 no. 1 1952; (p. 17-22) Coast to Coast : Australian Stories 1951-52 1952; (p. 53-58)
- I'll Take You Home, Kathleen, Edith Dithmack, 1949 racconto breve - Appare in: Coast to Coast : Australian Stories 1948 1949; (p. 110-119)
- Miracle of the Flowers, Edith Dithmack, 1948 racconto breve - Appare in: The Australian Woman's Mirror, 7 gennaio 1948; (p. 3, 24-25)
- Beautiful White Duck, Edith Dithmack, 1948 racconto breve - Appare in: Coast to Coast : Australian Stories 1947 1948; (p. 12-21)
- separately published work icon The House of Winston Blaker : A Novel of Queensland Edith McKay, Sydney : Dymocks, 1947 novel
- Hero Returned, Edith Dithmack, 1946 breve racconto di letteratura di guerra - Appare in: Meanjin Papers, [Winter] vol. 5 no. 2 1946; (p. 133-138)
- Plum Pudding for Christmas, E. Dithmack, 1944 racconto breve - Appare in: The Australian Journal, 1 gennaio vol. 79 no. 934 1944; (p. 40-41)
- Storm, Edith Dithmack, 1944 racconto breve - Appare in: Coast to Coast : Australian Stories 1943 1944; (p. 134-146)
- Last of the Tribe, Edith Dithmack, 1943 racconto breve - Appare in: Meanjin Papers, Winter vol. 2 no. 2 1943; (p. 23-26)
- Reunion, Edith Dithmack, 1943 racconto breve - Appare in: Meanjin Papers, Summer vol. 2 no. 4 1943; (p. 37-41)
- The Hunter, Edith Dithmack, 1942 racconto breve - Appare in: The Bulletin, 18 marzo vol. 63 no. 3240 1942; (p. 4) Coast to Coast : Australian Stories 1943 1944; (p. 25-31)
- I Shall Not Weep, Edith Dithmack, 1942 racconto breve - Appare in: The Bulletin, 19 agosto vol. 63 no. 3262 1942; (p. 4)
- Decoy, Edith Dithmack, 1940 racconto breve - Appare in: The Bulletin, 13 marzo vol. 61 no. 3135 1940; (p. 4-5)
- Return Journey, Edith Dithmack, 1940 racconto breve - Appare in: The Bulletin, 10 aprile vol. 61 no. 3139 1940; (p. 5)
- The Mug, Edith Dithmack, 1939 racconto breve - Appare in: The Queenslander, 25 gennaio 1939; (p. 8, 46)
- Ghost of the Gold Escort, Edith Dithmack, 1938 racconto breve - Appare in: The Queenslander, 21 dicembre 1938; (p. 15)
- Five Silver Pieces, Edith Dithmack, 1938 racconto breve - Appare in: The Bulletin, 5 gennaio vol. 59 no. 3021 1938; (p. 6)
- Revolt, Edith Dithmack, 1938 racconto breve - Appare in: The Bulletin, 19 ottobre vol. 59 no. 3062 1938; (p. 4-5)
- The Turning Tide, Edith Dithmack, 1937 racconto breve - Appare in: The Bulletin, 8 dicembre vol. 58 no. 3017 1937; (p. 4-5)
- Which of Them Had : The Last Laugh?, Edith Dithmack, 1936 racconto breve - Appare in: The Queenslander, 16 aprile 1936; (p. 5, 44-45)
- The Killer, Edith Dithmack, 1936 racconto breve - Appare in: The Bulletin, 17 giugno vol. 57 no. 2940 1936; (p. 30-31)
- Hastings Knows How, Edith Dithmack, 1936 racconto breve - Appare in: The Bulletin, 15 aprile vol. 57 no. 2931 1936; (p. 29-30) Never Kill a Dolphin and Other Stories : Contemporary Queensland Writing 1959; (p. 99-105)
- Anniversary, Edith Dithmack, 1935 racconto breve - Appare in: The Queenslander, 14 marzo 1935; (p. 8)
- Weather Forecasts, Edith Dithmack, 1935 racconto breve - Appare in: The Bulletin, 26 giugno vol. 56 no. 2889 1935; (p. 48-49)
- Wind, Edith Dithmack, 1935 racconto breve - Appare in: The Bulletin, 30 ottobre vol. 56 no. 2907 1935; (p. 46-47)
- The Claimant, Edith Dithmack, 1935 racconto breve - Appare in: The Bulletin, 18 settembre vol. 56 no. 2901 1935; (p. 48-49) Tales by Australians [1939]; (p. 60-68)
- The Meek in Heart, Edith Dithmack, 1934 racconto breve - Appare in: The Bulletin, 25 aprile vol. 55 no. 2828 1934; (p. 38)
- Miss Agnew, E. Dithmack, 1934 racconto romantico - Appare in: The Australian Journal, 1 agosto vol. 69 no. 821 1934; (p. 1038-1045)
- A Matter of Roads, Edith Dithmack, 1934 racconto breve - Appare in: The Queenslander, 13 dicembre 1934; (p. 8)
- Work!, Edith Dithmack, 1934 racconto breve - Appare in: The Queenslander, 25 ottobre 1934; (p. 11)
- Arithmetic, Edith Dithmack, 1934 racconto breve - Appare in: The Bulletin, 7 marzo vol. 55 no. 2821 1934; (p. 39-40)
- Water, Edith Dithmack, 1934 racconto breve - Appare in: The Bulletin, 20 giugno vol. 55 no. 2836 1934; (p. 48-49)
- Kitchen Craft, Edith Dithmack, 1933 racconto romantico - Appare in: The Queenslander, 23 novembre 1933; (p. 6)
- The Holiday, Edith Dithmack, 1933 racconto breve - Appare in: The Bulletin, 13 settembre vol. 54 no. 2796 1933; (p. 39)
- Posts : A Bush Dream, Edith Dithmack, 1932 racconto breve - Appare in: The Daily Mail, 18 dicembre 1932; (p. 2)
- How Moody Reckoned, Edith Dithmack, 1932 racconto breve - Appare in: The Daily Mail, 30 ottobre 1932; (p. 15)
- Getting the Bird, Edith Dithmack, 1931 racconto breve - Appare in: The Daily Mail, 20 dicembre 1931; (p. 2)
- From an Artistic Point of View, Edith Dithmack, 1931 racconto breve - Appare in: The Sydney Mail, 2 settembre 1931; (p. 46)
- The Clock-Maker, E. Dithmack, 1931 racconto breve - Appare in: The Sydney Mail, 29 luglio 1931; (p. 47)
- What's In a Name? : The Blossoming of Bertie, Edith Dithmack, 1930 racconto breve - Appare in: The Daily Mail, 20 luglio 1930; (p. 24)
- Appetising and Teasing : The Poultry that Palled, Edith Dithmack, 1930 racconto breve - Appare in: The Daily Mail, 22 giugno 1930; (p. 24)
- Correspondence, Edith Dithmack, 1930 racconto breve - Appare in: The Queenslander, 6 febbraio 1930; (p. 6)

## Premi
Nel 1949 la McKay vinse il concorso per racconti brevi della ABC per Faith.